# Kassim Aidara
Kassim Aidara (* 12. Mai 1987 im Senegal) ist ein französisch-senegalesischer ehemaliger Fußballspieler.

## Karriere
Kassim Aidara wurde im Senegal geboren und spielte in seiner Jugend in der Hansestadt Hamburg beim Jenfelder SV und Concordia Hamburg, wo er im Alter von fünf Jahren mit dem Fußballspielen begann. Später spielte er in Frankreich beim Paris FC und von 2008 bis 2009 seine erste Saison im Seniorenbereich in der englischen Conference South bei Welling United aus dem Londoner Stadtbezirk Borough of Bexley. Im Jahr 2009 kehrte Aidara zurück nach Deutschland, wo er beim Niendorfer TSV in der Oberliga Hamburg auf Tore Jagd ging. Von der Spielzeit 2010/11 an spielte er beim USC Paloma Hamburg und wechselte in der Winterpause 2010/2011 zum Lüneburger SK Hansa aus der Oberliga Niedersachsen, wo er bis Jahresende unter Vertrag stand. Im März 2012 wechselte Aidara zum JK Tallinna Kalev aus Estland. Der Verein aus der Landeshauptstadt Tallinn der in die Meistriliiga aufgestiegen war, nahm Aidara unter Vertrag als Ersatz für den estnischen Stürmer Rimo Hunt der zum FC Levadia Tallinn gewechselt war. Sein Debüt gab Aidara am 1. Spieltag der Saison 2012 im heimischen Kalevi Keskstaadion gegen den FC Viljandi, wobei er gleich den ersten Treffer für seinen neuen Verein markieren konnte. Bis zur Saisonmitte stand er beim Hauptstadtklub unter Vertrag, ehe Aidara zum JK Kalev Sillamäe wechselte.